# Spororminula tenerifae
Spororminula tenerifae — вид грибів, що належить до монотипового роду Spororminula.